# Lamèque
Lamèque è un comune del Canada, situato nella provincia del Nuovo Brunswick.